# Бозша (Павлодарская область)
Бозша (каз. Бозша) — село в Майском районе Павлодарской области Казахстана. Входит в состав Баскольского сельского округа. Код КАТО — 555637200.

## Население
В 1999 году население села составляло 253 человека (130 мужчин и 123 женщины). По данным переписи 2009 года, в селе проживали 102 человека (59 мужчин и 43 женщины).